# Calendrier international féminin UCI 2008
Navigation
2007 2009
Le calendrier international féminin UCI 2008 regroupe les compétitions féminines de cyclisme sur route organisées sous le règlement de l'Union cycliste internationale durant la saison 2008.
Le calendrier est composé de 74 épreuves, organisées du 6 janvier au 19 octobre. Il comprend la Coupe du monde de cyclisme sur route féminine 2008 et les Championnats du monde de cyclisme sur route 2008 de Varèse. Le calendrier UCI comprend en plus de ces 74 épreuves, 6 championnats continentaux, 72 championnats nationaux et deux épreuves aux Jeux olympiques de Pékin, pour un total de 154 épreuves. 

## Calendrier des épreuves

### Janvier
| Date | Épreuve                  | Cat. | Vainqueur       | Équipe                   |
| ---- | ------------------------ | ---- | --------------- | ------------------------ |
| 6    | Copa América de Ciclismo | 1.2  | Uênia Fernandes | UCS Chirio Forno d'Asolo |

### Février
| Date      | Épreuve                  | Cat. | Vainqueur            | Équipe                             |
| --------- | ------------------------ | ---- | -------------------- | ---------------------------------- |
| 21-22     | Geelong Tour             | 2.2  | Christiane Soeder    | Cervélo Lifeforce Pro Cycling Team |
| 24        | Geelong World Cup        | CDM  | Katheryn Curi Mattis | Webcor Builders Cycling Team       |
| 27-2 mars | Tour de Nouvelle-Zélande | 2.2  | Kristin Armstrong    | Cervélo Lifeforce Pro Cycling Team |

### Mars
| Date | Épreuve                                  | Cat. | Vainqueur         | Équipe                             |
| ---- | ---------------------------------------- | ---- | ----------------- | ---------------------------------- |
| 8    | Tour du Lac Majeur                       | 1.2  | Nicole Brändli    | Bigla Cycling Team                 |
| 9    | GP Comune di Cornaredo                   | 1.2  | Andrea Graus      | Bigla Cycling Team                 |
| 16   | Circuit Het Nieuwsblad féminin           | 1.2  | Kirsten Wild      | AA Drink Cycling Team              |
| 24   | Trofeo Alfredo Binda-Comune di Cittiglio | CDM  | Emma Pooley       | Specialized Designs for Women      |
| 29   | GP Comuni di Montescudaio-Riparbella     | 1.2  | Kristin Armstrong | Cervélo Lifeforce Pro Cycling Team |
| 30   | GP Comuni di Santa Luce-Castellina M.Ma  | 1.2  | Noemi Cantele     | Bigla Cycling Team                 |
| 30   | Klasyczny-Naleczow                       | 1.2  | Katarzyna Barczyk | Primus                             |

### Avril
| Date  | Épreuve                                | Cat. | Vainqueur             | Équipe                             |
| ----- | -------------------------------------- | ---- | --------------------- | ---------------------------------- |
| 6     | Tour des Flandres                      | CDM  | Judith Arndt          | High Road Women                    |
| 7     | Grand Prix international de Dottignies | 1.2  | Marianne Vos          | DSB Bank Nederland Bloeit          |
| 10    | Drentse 8 van Dwingeloo                | 1.1  | Ina-Yoko Teutenberg   | High Road Women                    |
| 11-13 | Wyscig Etapowy-Zamosc                  | 2.2  | Maja Włoszczowska     |                                    |
| 12    | Univé Tour de Drenthe                  | CDM  | Chantal Beltman       | High Road Women                    |
| 13    | Novilon Eurocup Ronde van Drenthe      | 1.1  | Kristin Armstrong     | Cervélo Lifeforce Pro Cycling Team |
| 15    | Championnats d'Asie-contre-la-montre   | CC   | Meifang Li            | Chine                              |
| 16    | Championnats d'Asie-course en ligne    | CC   | Min Gao               | Giant Pro Cycling                  |
| 19    | Ronde van Gelderland                   | 1.2  | Anne Samplonius       |                                    |
| 20    | Trofeo Ciudad de Sevilla               | 1.2  | Silvia Tirado Marquez |                                    |
| 23    | Flèche wallonne féminine               | CDM  | Marianne Vos          | DSB Bank Nederland Bloeit          |
| 25    | Tour of Chongming Island Time Trial    | 1.2  | Meifang Li            | Giant Pro Cycling                  |
| 25    | GP Liberazione                         | 1.2  | Regina Schleicher     | Equipe Nurnberg Versicherung       |
| 26    | Omloop van Borsele                     | 1.2  | Meifang Li            | Giant Pro Cycling                  |
| 26    | Grand Prix Elsy Jacobs                 | 1.2  | Monia Baccaille       | Team Fenixs                        |
| 26-29 | Tour of Chongming Island               | 2.2  | Meifang Li            | Giant Pro Cycling                  |
| 27    | Grand Prix de Roulers                  | 1.2  | Loes Markerink        | Team Flexpoint                     |

### Mai
| Date  | Épreuve                                         | Cat. | Vainqueur              | Équipe                              |
| ----- | ----------------------------------------------- | ---- | ---------------------- | ----------------------------------- |
| 1-4   | Gracia Orlova                                   | 2.2  | Marianne Vos           | DSB Bank Nederland Bloeit           |
| 2     | GP de Suisse-Souvenir Magali Pache              | 1.1  | Christiane Soeder      | Cervélo Lifeforce Pro Cycling Team  |
| 3     | Majowy Wyscig Klasyczny-Lublin                  | 1.2  | Joanna Ignasiak        | Pol-Aqua                            |
| 3     | Clasico Aniversario de la Federacion Venezolana | 1.2  | Angie González         |                                     |
| 4     | Copa Federacion Venezolana                      | 1.2  | Karelia Machado Jaimes |                                     |
| 4     | Tour de Berne                                   | CDM  | Susanne Ljungskog      | Menikini-Selle Italia-Master Colors |
| 9     | Championnat Panaméricain - contre-la-montre     | CC   | Paola Madriñán         |                                     |
| 11    | Championnat Panaméricain - course en ligne      | CC   | Yumari González        |                                     |
| 13-18 | Mount Hood Cycling Classic                      | 2.2  | Julie Beveridge        |                                     |
| 15    | Grand Prix de Santa Ana                         | 1.1  | Susanne Ljungskog      | Menikini-Selle Italia-Master Colors |
| 16-21 | Vuelta Ciclista Femenina a El Salvador          | 2.2  | Tatiana Stiajkina      | USC Chirio Forno d'Asolo            |
| 16-25 | Tour de l'Aude cycliste féminin                 | 2.2  | Susanne Ljungskog      | Menikini-Selle Italia-Master Colors |
| 22-24 | Tour de Pologne féminin                         | 2.2  | Sara Mustonen          | Cmax Dilà                           |
| 23-25 | Vuelta a Occidente                              | 2.2  | Marianne Vos           | DSB Bank Nederland Bloeit           |
| 25    | Tour de Leelanau                                | 1.2  | Anne Samplonius        |                                     |
| 31    | La Coupe du Monde Cycliste Féminine de Montréal | CDM  | Judith Arndt           | High Road Women                     |

### Juin
| Date  | Épreuve                                 | Cat. | Vainqueur           | Équipe                              |
| ----- | --------------------------------------- | ---- | ------------------- | ----------------------------------- |
| 2-5   | Tour du Grand Montréal                  | 2.1  | Judith Arndt        | High Road Women                     |
| 7     | Omloop Door Middag-Humsterland          | 1.2  | Vera Koedooder      | Lotto-Belisol Ladies                |
| 8     | Commerce Bank Liberty Classic           | 1.1  | Chantal Beltman     | High Road Women                     |
| 8     | Therme Kasseienomloop                   | 1.2  | Kirsten Wild        | AA Drink Cycling Team               |
| 8-12  | Tour de Prince Edward Island            | 2.2  | Kori Seehafer       | Menikini-Selle Italia-Master Colors |
| 12-15 | Iurreta - Emakumeen Bira                | 2.1  | Marianne Vos        | DSB Bank Nederland Bloeit           |
| 17-22 | Grande Boucle Féminine Internationale   | 2.2  | Christiane Soeder   | Cervélo Lifeforce Pro Cycling Team  |
| 19-21 | Rabo Ster Zeeuwsche Eilanden            | 2.2  | Ina-Yoko Teutenberg | High Road Women                     |
| 20-22 | Tour du Trentin-Haut-Adige-Tyrol-du-Sud | 2.1  | Fabiana Luperini    | Menikini-Selle Italia-Master Colors |

### Juillet
| Date  | Épreuve                                          | Cat. | Vainqueur          | Équipe                              |
| ----- | ------------------------------------------------ | ---- | ------------------ | ----------------------------------- |
| 3     | Championnats d'Europe espoirs - contre-la-montre | CC   | Eleonora van Dijk  | Pays-Bas                            |
| 5     | Championnats d'Europe espoirs - course en ligne  | CC   | Rasa Leleivytė     | Lituanie                            |
| 5-13  | Tour d'Italie                                    | 2.1  | Fabiana Luperini   | Menikini-Selle Italia-Master Colors |
| 10-13 | Tour de Feminin-Krasna Lipa                      | 2.2  | Angela Hennig      | DSB Bank Nederland Bloeit           |
| 17-20 | Tour de Bretagne féminin                         | 2.2  | Emma Pooley        | Specialized Designs for Women       |
| 19    | GP Cento Carnevale d'Europa                      | 1.2  | Diana Žiliūtė      | Safi-Pasta Zara Manhattan           |
| 22-27 | Tour de Thuringe                                 | 2.1  | Judith Arndt       | High Road Women                     |
| 24-27 | Tour féminin en Limousin                         | 2.2  | Natalia Boyarskaya | Team Fenixs                         |
| 30    | Open de Suède Vårgårda TTT                       | CDM  | Cervélo Lifeforce  |                                     |

### Août
| Date  | Épreuve                            | Cat. | Vainqueur         | Équipe                              |
| ----- | ---------------------------------- | ---- | ----------------- | ----------------------------------- |
| 1     | Open de Suède Vårgårda             | CDM  | Kori Seehafer     | Menikini-Selle Italia-Master Colors |
| 3     | Tour de Bochum                     | 1.1  | Suzanne de Goede  | Equipe Nurnberg Versicherung        |
| 8     | Holland Hills Classic              | 1.2  | Larissa Kleinmann | Equipe Nurnberg Versicherung        |
| 10    | Jeux olympiques - course en ligne  | JO   | Nicole Cooke      | Grande-Bretagne                     |
| 10-17 | La Route de France féminine        | 2.1  | Luise Keller      | Columbia Women                      |
| 13    | Jeux olympiques - contre-la-montre | JO   | Kristin Armstrong | États-Unis                          |
| 22-24 | Albstadt-Frauen-Etappenrennen      | 2.2  | Trixi Worrack     | Equipe Nurnberg Versicherung        |
| 24    | Grand Prix de Plouay               | CDM  | Fabiana Luperini  | Menikini-Selle Italia-Master Colors |
| 26-30 | Trophée d'Or féminin               | 2.2  | Emma Johansson    | AA Drink Cycling Team               |

### Septembre
| Date  | Épreuve                                         | Cat. | Vainqueur        | Équipe                             |
| ----- | ----------------------------------------------- | ---- | ---------------- | ---------------------------------- |
| 2-7   | Holland Ladies Tour                             | 2.2  | Charlotte Becker | Equipe Nurnberg Versicherung       |
| 7     | Championnat de Zurich                           | 1.1  | Giorgia Bronzini | Titanedi-Frezza Acca Due O         |
| 7     | Mémorial Davide Fardelli - Contre-la-montre     | 1.2  | Karin Thürig     | Cervélo Lifeforce Pro Cycling Team |
| 9-13  | Tour Cycliste Féminin International Ardèche     | 2.2  | Amber Neben      | Team Flexpoint                     |
| 17    | Chrono champenois - Trophée Européen            | 1.1  | Karin Thürig     | Cervélo Lifeforce Pro Cycling Team |
| 17    | Tour de Nuremberg                               | CDM  | Amber Neben      | Team Flexpoint                     |
| 16-21 | Tour de Toscane féminin-Mémorial Michela Fanini | 2.1  | Judith Arndt     | Columbia Women                     |
| 24    | Championnats du monde - contre-la-montre        | CM   | Amber Neben      | États-Unis                         |
| 27    | Championnats du monde - course en ligne         | CM   | Nicole Cooke     | Grande-Bretagne                    |
| 28    | Grand Prix de France                            | 1.2  | Ludivine Henrion | AA-Drink                           |

### Octobre
| Date | Épreuve                                | Cat. | Vainqueur         | Équipe         |
| ---- | -------------------------------------- | ---- | ----------------- | -------------- |
| 17   | Chrono des Nations Les Herbiers Vendée | 1.1  | Susanne Ljungskog | Team Flexpoint |

## Classements UCI
Référence : uci.ch
| Rang | Nom                 | Points  |
| ---- | ------------------- | ------- |
| 1    | Marianne Vos        | 1229    |
| 2    | Judith Arndt        | 1206,66 |
| 3    | Ina-Yoko Teutenberg | 616,16  |
| 4    | Nicole Cooke        | 536     |
| 5    | Fabiana Luperini    | 530     |
| 6    | Emma Johansson      | 529     |
| 7    | Trixi Worrack       | 501,66  |
| 8    | Christiane Soeder   | 495     |
| 9    | Kristin Armstrong   | 488     |
| 10   | Suzanne de Goede    | 436     |

|    | Équipe                               | Pts     |
| 1  | Columbia Women                       | 2470,98 |
| 2  | Team DSB Bank                        | 1648,25 |
| 3  | Cervélo-Lifeforce Pro Cycling Team   | 1559    |
| 4  | Equipe Nürnberger Versicherung       | 1420,32 |
| 5  | AA-Drink Cycling Team                | 1130    |
| 6  | Team Flexpoint                       | 1090,16 |
| 7  | Meinikini-Selle Italia-Master Colors | 907,5   |
| 8  | Gauss-RDZ-Ormu                       | 901     |
| 9  | Bigla Cycling Team                   | 684,75  |
| 10 | Team Halfords Bikehut                | 592     |

|    | Pays        | Pts     |
| 1  | Allemagne   | 2926,64 |
| 2  | Pays-Bas    | 2565,66 |
| 3  | Italie      | 1612    |
| 4  | États-Unis  | 1341,25 |
| 5  | Suède       | 1172,75 |
| 6  | Royaume-Uni | 959     |
| 7  | Suisse      | 885,75  |
| 8  | Australie   | 714     |
| 9  | Lituanie    | 706,66  |
| 10 | Russie      | 621,25  |